# Orango
Orango (en portugués: Ilha de Orango) es una isla del Archipiélago de Bijagós, localizada a 60 kilómetros de la costa del país africano de Guinea-Bisáu y que constituye el centro del parque nacional Islas de Orango, posee solo un pueblo, llamado Eticoga.
Orango es conocida por sus hipopótamos de agua salada y por sus tradiciones matrimoniales particulares, los habitantes de Orango han desarrollado una serie de distintas tradiciones que son únicas en lo que respecta al papel desempeñado por las mujeres, el matrimonio es formalmente propuesto por las mujeres, la elección del cónyuge se hace pública para el novio y el resto de la comunidad por una oferta de un plato de pescado preparado especialmente, marinado en aceite de palma roja.